# Сакс Ромер
Сакс Ромер (англ. Sax Rohmer, псевдоним Артура Генри Сарсфилда Уорда, англ. Arthur Henry Sarsfield Ward; 15 февраля 1883, Бирмингем — 1 июня 1959, Лондон) — английский писатель, наиболее известный циклом остросюжетных романов о докторе Фу Манчу. Также публиковался под псевдонимом Майкл Фьюри (англ. Michael Furey).

## Биография
Дебютировал в 1903. Писал скетчи для мюзик-холлов, рассказы для журналов и газет. Благодаря романам о Фу Манчу стал одним из самых высокооплачиваемых англоязычных авторов 1920—1930-х годов. После Второй мировой войны жил в Нью-Йорке.

## Произведения
- The Insidious Dr. Fu Manchu (n.) McBride 1913 — Коварный доктор Фу Манчу
- The Mystery of Fu Manchu (n.) London: Methuen 1913 — Тайна Фу Манчу
- The Devil Doctor (n.) London: Methuen 1916 — Дьявольский доктор
- The Si-Fan Mysteries (n.) London: Methuen 1917 — Тайны Си-Фана
- Fu Manchu’s Bride (n.) Cassell’s 1933 — Невеста Фу Манчу
- The Mask of Fu Manchu (n.) Cassell’s 1933 — Маска Фу Манчу
- The Trail of Fu Manchu (n.) Doubleday 1934 — След Фу Манчу
- President Fu Manchu (n.) Cassell’s 1936 — Президент Фу Манчу
- The Drums of Fu Manchu (n.) Doubleday 1939 — Барабаны Фу Манчу
- The Island of Fu Manchu (n.) Doubleday 1941 — Остров Фу Манчу
- Shadow of Fu Manchu (n.) Doubleday 1948 — Тень Фу Манчу
- Re-Enter Fu Manchu (n.) London: Jenkins 1957 — Возвращение Фу Манчу
- Emperor Fu Manchu (1959) — Император Фу Манчу

## Публикации на русском языке
Несколько романов о докторе Фу Манчу в русских переводах были выпущены в 1993—1994 годах издательством «Деком».

## Экранизации
В многочисленных экранизациях романов Сакса Ромера играли Уорнер Оланд, Борис Карлофф, Мирна Лой, Кристофер Ли, Питер Селлерс и др.
- Одним из ранних воплощений в кино был фильм «Маска Фу Манчу» (1932). В главной роли Борис Карлофф. Фильм довольно расистский по отношению к азиатским народам и насыщенный пытками (хотя и лишенными откровенной гиньольной натуралистичности), а также своеобразным чувством юмора самого Карлоффа, и поэтому был запрещен цензурой в течение многих лет.
- Одним из наиболее известных воплощений была роль Кристофера Ли. Он сыграл её в пяти фильмах: «Лицо Фу Манчу» (1965), «Невесты Фу Манчу» (1966), «Месть Фу Манчу» (1967), «Кровь Фу Манчу» (1968), и, наконец, «Замок Фу Манчу» (1969).
- Существует также комедийное воплощение Фу Манчу в фильме «Дьявольский заговор доктора Фу Манчу». Режиссёр и исполнитель главной роли — Питер Селлерс. Фильм имеет мало общего с романами.
- Николас Кейдж сыграл эпизодическую роль Фу Манчу в трейлере несуществующего фильма «Женщины-оборотни СС», который является частью фильма «Грайндхаус»
- В 2003 году режиссёром Дарреллом Рудтом был снят научно-фантастический фильм Сумуру, основанный на серии радиорассказов Shadow of Sumuru (прим. перев. «Тень Сумуру»), созданных Саксом Ромером в 1945—1946 годах для радио BBC.